# La Rochette-du-Buis
 La Rochette-du-Buis  là một xã thuộc tỉnh Drôme trong vùng Auvergne-Rhône-Alpes ở đông nam nước Pháp. Xã La Rochette-du-Buis nằm ở khu vực có độ cao trung bình 763 mét trên mực nước biển.